# Mary Adela Blagg

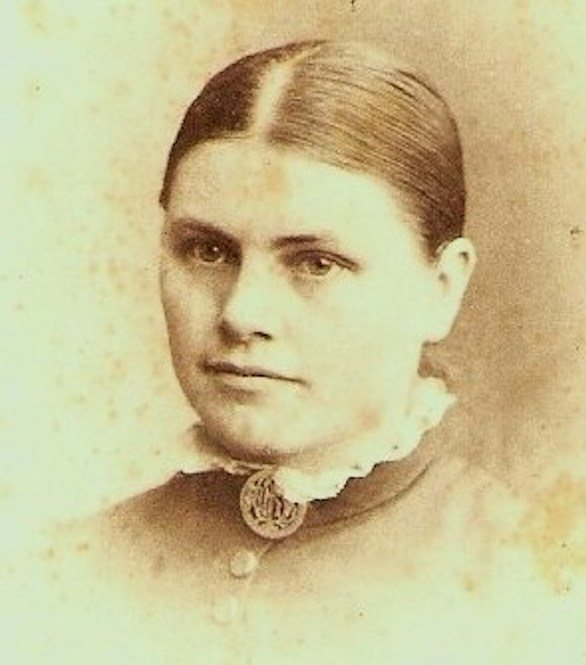
Mary Adela Blagg (vor 1898)

Mary Adela Blagg (* 17. Mai 1858 in Cheadle, Staffordshire; † 14. April 1944 ebenda) war eine englische Astronomin, die eine wichtige Rolle in der selenografischen Nomenklatur in der ersten Hälfte des 20. Jahrhunderts spielte.

## Leben
Mary Adela Blagg wurde als ältestes von neun Kindern des Solicitors Charles John Blagg (1832/3–1915) und der Frances Caroline Blagg (geborene Foottit, 1832/3–1896) in der kleinen mittelenglischen Stadt Cheadle geboren. Neben dem Besuch eines Internats in London bildete sie sich vor allem autodidaktisch durch die Lehrbücher ihrer Brüder in Mathematik fort. Ihr Interesse an Astronomie wurde durch Vorträge geweckt, die John Herschels Enkel Joseph Alfred Hardcastle in ihrer Heimatstadt hielt. Hardcastle, der selbst Berechnungen im Bereich der Selenografie für Samuel Arthur Saunder (1852–1912) und Herbert Hall Turner vornahm, überzeugte Blagg, selbst auf dem Gebiet zu arbeiten.
1907 wurde auf dem Treffen der Internationalen Assoziation der Akademien in Wien ein Komitee (Lunar Nomenclature Committee) unter der Leitung von Maurice Loewy gegründet, das die chaotische Nomenklatur der Mondformationen zusammenführen sollte. Zu den Mitgliedern zählten neben Loewy Franz, Newcomb, Weiss, Saunder und Turner, wenig später auch Pickering. Nach dem Tod von Loewy kamen Baillaud und Puiseux dazu. Saunder, der die Leitung des Komitees übernahm, gewann die Unterstützung von Wesley und Blagg. Als Newcomb, Saunder und Franz vor der Veröffentlichung der überarbeiteten Nomenklatur starben, übernahm Blagg eine tragende Rolle.
Während dieser Zeit beschäftigte sie sich auch mit veränderlichen Sternen. Turner hatte ein Manuskript von Joseph Baxendell erworben und veröffentlichte gemeinsam mit Blagg von 1912 und 1918 elf wissenschaftliche Publikationen in den Monthly Notices der Royal Astronomical Society. Blagg setzte diese Arbeit mit sechs eigenständigen Arbeiten in den Monthly Notices fort.
1919 wurde die Internationale Astronomische Union gegründet. Blagg wurde 1920 Mitglied der Kommission 17, die sich mit der lunaren und marsianen Nomenklatur beschäftigte. Geleitet wurde die Kommission von Turner und ergänzt durch Bigourdan, Müller, Pickering und Puiseux. 1935 veröffentlichten Müller und Blagg eine Nomenklatur des Mondes mit fast 6000 benannten Formationen, die für fast 30 Jahre das Standardwerk auf diesem Gebiet blieb, bevor sie 1963/66 durch das System of Lunar Craters ersetzt wurde.
Bis auf ihre Internatszeit lebte Blagg zeitlebens zurückgezogen und unverheiratet in ihrer Heimatstadt. Von den Treffen der Internationalen Astronomischen Union besuchte sie nur jene 1925 in Cambridge und 1928 in Leiden. In den letzten acht Jahren ihres Lebens litt sie unter Herzproblemen.
Am 14. Januar 1916 gehörte sie zusammen mit Ella K. Church, Alice Grace Cook und Fiammetta Wilson zu den ersten vier Frauen, die in die Royal Astronomical Society aufgenommen wurden. Sechs weitere Frauen folgten im selben Jahr. Der Mondkrater Blagg wurde 1935, also noch zu Lebzeiten, ihr zu Ehren benannt, sowie 2023 der Asteroid (50753) Maryblagg.

## Werke (Auswahl)
- Collated List of Lunar Formations named or lettered in the Maps of Neison, Schmidt, and Mädler. Compiled and Annotated for the Committee by Mary A. Blagg under the Direction of the late S. A. Saunder. Hrsg.: Lunar Nomenclature Committee of the National Association of Academies. Messrs Neill & Co., Edinburgh 1913 (englisch, 182 S., archive.org [abgerufen am 26. September 2016]).
- Mary Adela Blagg, Karl Müller: Named Lunar Formations. Drawn up by them for Commission 17 and approved at the Meeting of the Union held at Cambridge, Massachusetts in 1932. Hrsg.: Union Astronomique Internationale. Percy Lund, Humphries & Co., London 1935 (englisch, 2 Bände).